# Peerawat Akkratum
Peerawat Akkratum (thailändisch พีฬาวัช อรรคธรรม, * 3. Dezember 1998 in Samut Prakan) ist ein thailändischer Fußballspieler.

## Karriere

### Verein
Peerawat Akkratum erlernte das Fußballspielen in der Jugendmannschaft des Erstligisten Buriram United in Buriram. Hier unterschrieb er 2017 auch seinen ersten Profivertrag. Die komplette Saison 2018 bis Mitte 2019 wurde er an den Ligakonkurrenten PT Prachuap FC nach Prachuap ausgeliehen. Für Prachuap absolvierte er 16 Erstligaspiele. Die Rückserie 2019 wechselte er ebenfalls auf Leihbasis zum Zweitligisten Kasetsart FC nach Bangkok. Mit dem Club spielte er zwölfmal in der zweiten Liga, der Thai League 2. Nach Vertragsende in Buriram unterschrieb er ab 2020 einen Vertrag beim PT Prachuap FC. Am 29. Mai 2022 stand er mit PT im Finale des Thai League Cup. Hier unterlag man im BG Stadium Buriram United mit 4:0. Nach 117 Ligaspielen wechselte er im Sommer 2025 zum ebenfalls in der ersten Liga spielenden Port FC.

### Nationalmannschaft
Peerawat Akkratum spielte von 2018 bis 2020 zweimal in der thailändischen U23-Nationalmannschaft. Mit dem Team nahm er an der U23-Asienmeisterschaft in Thailand teil.

## Erfolge
PT Prachuap FC
- Thailändischer Ligapokalfinalist: 2021/22